# Liste der größten deutschen Städte

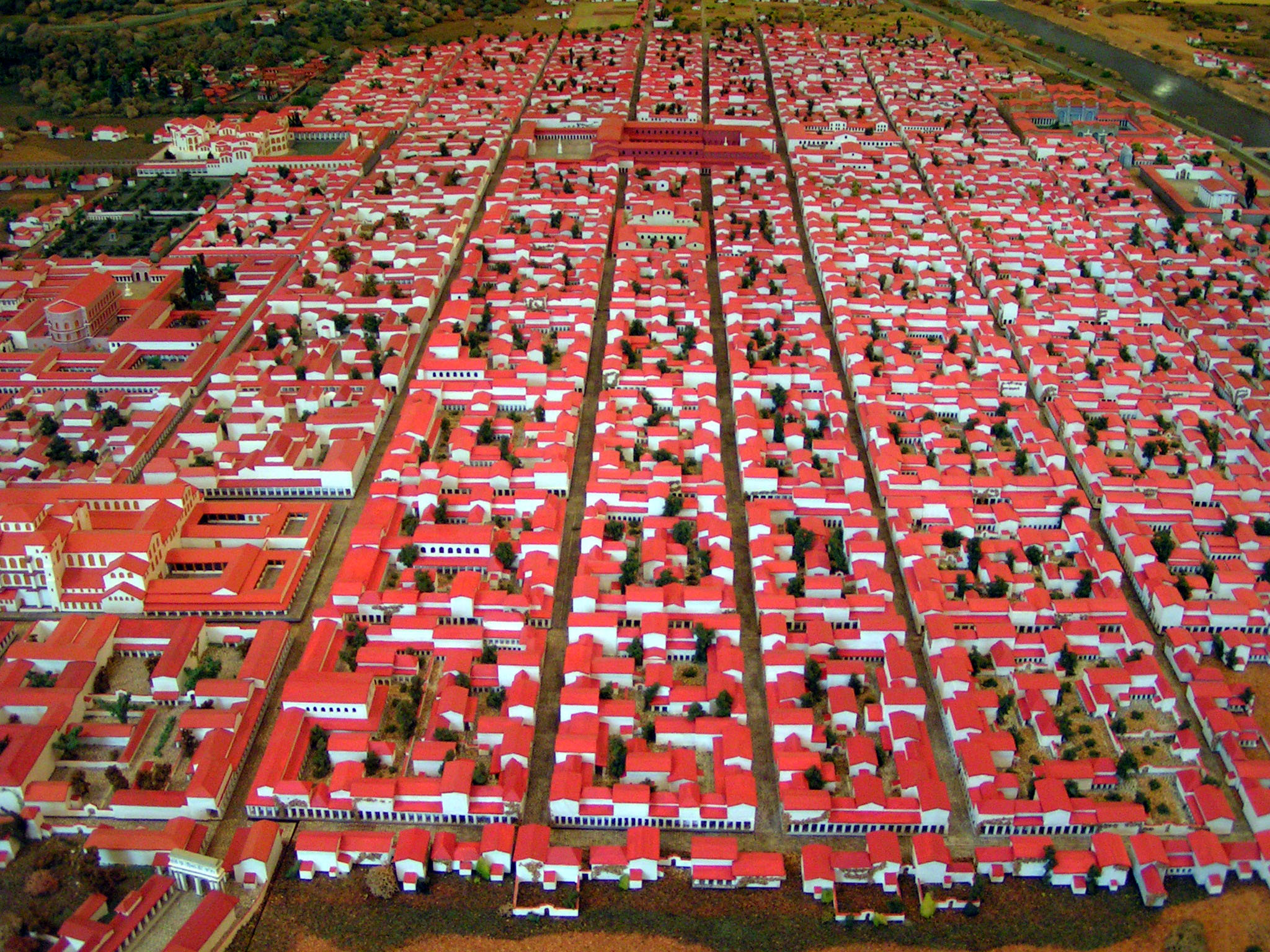
Stadtmodell der römischen Kaiserstadt Augusta Treverorum im 4. Jahrhundert n. Chr. (von der Porta Nigra aus gesehen)

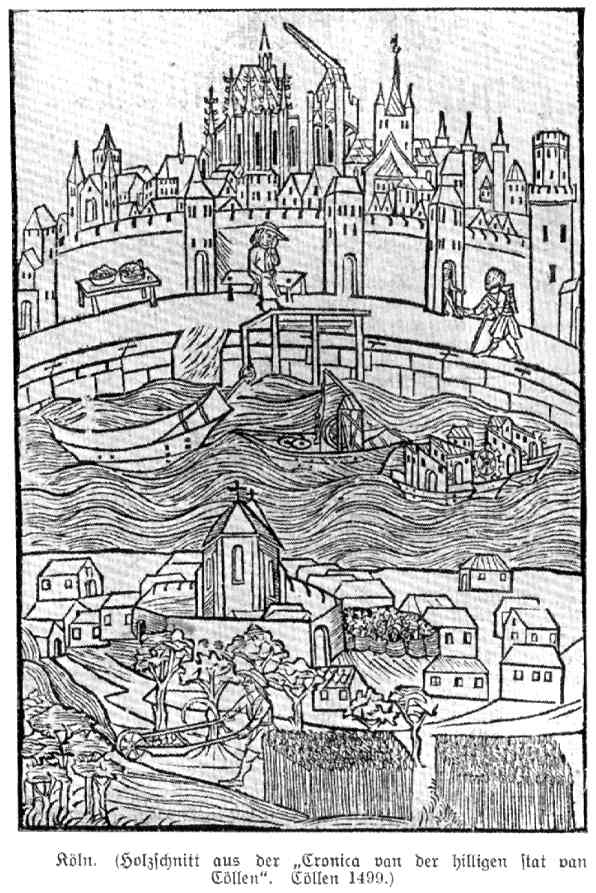
Köln, die größte Stadt des mittelalterlichen Deutschland. („Chronica van der hilligen stat van Cöllen. 1499“)

Diese Liste der größten deutschen Städte bietet einen Überblick über die bevölkerungsreichsten Städte, die zum Zeitpunkt der einzelnen Statistiken im jeweils zeitgenössischen deutschen Gebiet lagen.
Die Industrialisierung im 19. Jahrhundert, vor allem seit der Gründerzeit und der Reichsgründung 1871, brachte in Deutschland eine verstärkte Urbanisierung bis hin zur weitgehend verstädterten Gesellschaft mit sich.
Die folgenden Tabellen zeigen historische Einwohnerzahlen deutscher Städte von 1700 bis 2000 nach dem jeweiligen Gebietsstand. Aufgeführt ist auch die übergeordnete Verwaltungseinheit (Staat, Land, Königreich, Provinz, Bezirk), zu der die Stadt im entsprechenden Jahr gehörte. Folgende historische und aktuelle deutsche Staatsgebilde wurden berücksichtigt:
- Heiliges Römisches Reich (962–1806)
- Deutscher Bund (1815–1866)
- Deutsches Reich (1871–1949)
- Deutsche Demokratische Republik (1949–1990)
- Bundesrepublik Deutschland (ab 1949)

Aktuelle Angaben enthält die Liste der Großstädte in Deutschland.

## Antike
Im Imperium Romanum entwickelte sich das an die Stadt Rom angelehnte Modell einer urbanen Siedlung ab 200 v. Chr. und verbreitete sich in der Folgezeit von Italien nach Norditalien, Nordafrika (Tunesien) und Mitteleuropa. Als Blütezeit der antiken Stadt kann man das 1. bis 3. Jahrhundert n. Chr. sehen, viele antike Ruinen datieren aus dieser Zeit.
Römerstädte in Deutschland entstanden vornehmlich an Rhein und Donau:
- Augsburg
- Bonn
- Koblenz
- Köln
- Mainz
- Neuss
- Nida
- Passau
- Regensburg
- Straubing
- Trier, bereits im 3. und 4. Jahrhundert mit schätzungsweise 40.000 Einwohnern die größte Stadt nördlich der Alpen
- Xanten

## Mittelalter bis zur Neuzeit
Mit der Völkerwanderung im 5. Jahrhundert verfielen die antiken Städte auf dem Gebiet des heutigen Deutschlands weitgehend. Nur zu Augsburg, Regensburg, Trier und Köln ist der durchgängige Bestand als Stadt gesichert. Die Anzahl der Städte in Mitteleuropa blieb bis ca. 1100 mit einigen Hundert noch sehr gering. Der weitaus größte Teil entstand in den folgenden 250 Jahren, als ab 1120 zahlreiche Gründungsstädte entstanden, meist durch einen Gründungsakt und Stadtentwurf. Etwa zum Beginn der Neuzeit, Anfang des 16. Jahrhunderts, bestanden als bedeutende Städte (neben weiteren heute vor allem niederländischen, französischen und belgischen) vorwiegend die Freien und Reichsstädte sowie die Residenzstädte:
- Prag mit über 70.000 Einwohnern
- Köln  mit etwa 40.000 Einwohnern
- Augsburg, Lübeck, Magdeburg und Nürnberg mit etwa 20.000 bis 30.000 Einwohnern
- Aachen, Basel, Braunschweig, Bremen, Breslau, Erfurt, Genf, Hamburg, Lüneburg, Metz, Mühlhausen, München, Münster, Regensburg, Rostock, Schwaz, Soest, Stralsund, Straßburg, Trier, Ulm und Wien mit etwa 8.000–20.000 Einwohnern

## Die größten deutschen Städte 1500
Bei den Einwohnerzahlen für das Jahr 1500 handelt es sich um Schätzungen.
| Rang | Stadt      | Einwohnerzahl | Herrschaftsterritorium  |
| ---- | ---------- | ------------- | ----------------------- |
| 1.   | Prag       | 70.000        | Königreich Böhmen       |
| 2.   | Köln       | 45.000        | Erzbistum Köln          |
| 3.   | Nürnberg   | 38.000        | Reichsstadt Nürnberg    |
| 4.   | Augsburg   | 30.000        | Reichsstadt Augsburg    |
| 4.   | Magdeburg  | 30.000        | Erzbistum Magdeburg     |
| 6.   | Lübeck     | 25.000        | Reichsstadt Lübeck      |
| 6.   | Breslau    | 25.000        | Herzogtum Schlesien     |
| 8.   | Regensburg | 22.000        | Reichsstadt Regensburg  |
| 9.   | Wien       | 20.000        | Erzherzogtum Österreich |
| 9.   | Straßburg  | 20.000        | Reichsstadt Straßburg   |

## Die größten deutschen Städte 1700

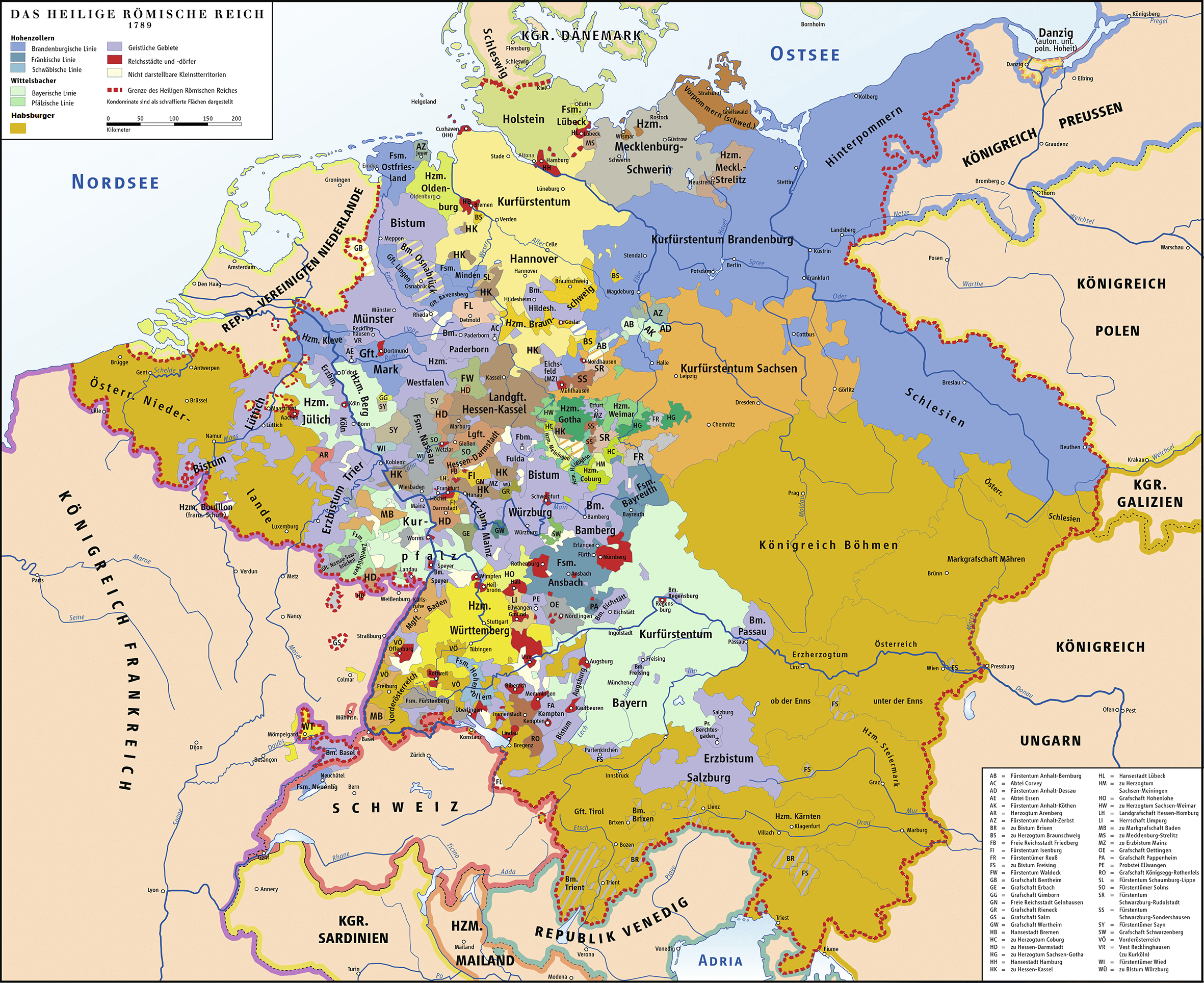
Heiliges Römisches Reich 1678–1795

Bei den Einwohnerzahlen für das Jahr 1700 handelt es sich um Schätzungen.
| Rang | Stadt             | Einwohnerzahl | Herrschaftsterritorium |
| ---- | ----------------- | ------------- | ---------------------- |
| 1.   | Wien              | 114.000       | Österreich             |
| 2.   | Hamburg           | 70.000        | Hamburg                |
| 3.   | Antwerpen         | 66.000        | Brabant                |
| 4.   | Brüssel           | 65.000        | Brabant                |
| 5.   | Gent              | 52.000        | Flandern               |
| 6.   | Lüttich           | 45.000        | Lüttich                |
| 7.   | Breslau           | 40.000        | Schlesien              |
| 8.   | Köln              | 39.000        | Köln                   |
| 9.   | Prag              | 39.000        | Böhmen                 |
| 10.  | Brügge            | 36.000        | Flandern               |
| 11.  | Nürnberg          | 35.000        | Nürnberg               |
| 12.  | Berlin            | 30.000        | Brandenburg            |
| 13.  | Frankfurt am Main | 28.000        | Frankfurt am Main      |
| 14.  | Bremen            | 27.000        | Bremen                 |
| 15.  | Augsburg          | 26.000        | Augsburg               |
| 16.  | München           | 24.000        | Bayern                 |
| 17.  | Lübeck            | 23.000        | Lübeck                 |
| 18.  | Dresden           | 22.000        | Sachsen                |
| 19.  | Mainz             | 20.000        | Mainz                  |
| 20.  | Regensburg        | 20.000        | Regensburg             |

## Die größten deutschen Städte 1750
Bei den Einwohnerzahlen für das Jahr 1750 handelt es sich um Schätzungen.
| Rang | Stadt             | Einwohnerzahl | Herrschaftsterritorium      |
| ---- | ----------------- | ------------- | --------------------------- |
| 1.   | Wien              | 175.000       | Österreich                  |
| 2.   | Berlin            | 113.000       | Preußen                     |
| 3.   | Hamburg           | 75.000        | Hamburg                     |
| 4.   | Prag              | 59.000        | Böhmen                      |
| 5.   | Brüssel           | 57.000        | Österreichische Niederlande |
| 6.   | Lüttich           | 57.000        | Lüttich                     |
| 7.   | Breslau           | 55.000        | Preußen                     |
| 8.   | Dresden           | 52.000        | Sachsen                     |
| 9.   | Antwerpen         | 43.000        | Österreichische Niederlande |
| 10.  | Köln              | 43.000        | Köln                        |
| 11.  | Gent              | 39.000        | Österreichische Niederlande |
| 12.  | Leipzig           | 35.000        | Sachsen                     |
| 13.  | Frankfurt am Main | 32.000        | Frankfurt am Main           |
| 14.  | München           | 32.000        | Bayern                      |
| 15.  | Augsburg          | 32.000        | Augsburg                    |
| 16.  | Brügge            | 30.000        | Österreichische Niederlande |
| 17.  | Nürnberg          | 30.000        | Nürnberg                    |
| 18.  | Bremen            | 28.000        | Bremen                      |
| 19.  | Braunschweig      | 25.000        | Braunschweig-Lüneburg       |
| 20.  | Mainz             | 24.000        | Mainz                       |

## Die größten deutschen Städte 1800
Bei den Einwohnerzahlen für das Jahr 1800 handelt es sich um Schätzungen.
| Rang | Stadt             | Einwohnerzahl | Herrschaftsterritorium |
| ---- | ----------------- | ------------- | ---------------------- |
| 1.   | Wien              | 231.000       | Österreich             |
| 2.   | Berlin            | 172.000       | Preußen                |
| 3.   | Hamburg           | 130.000       | Hamburg                |
| 4.   | Prag              | 75.000        | Böhmen                 |
| 5.   | Dresden           | 61.000        | Sachsen                |
| 6.   | Königsberg        | 60.000        | Preußen                |
| 7.   | Breslau           | 54.000        | Preußen                |
| 8.   | Köln              | 41.000        | Köln                   |
| 9.   | Danzig            | 40.000        | Preußen                |
| 10.  | München           | 40.000        | Bayern                 |
| 11.  | Bremen            | 36.000        | Bremen                 |
| 12.  | Frankfurt am Main | 35.000        | Frankfurt am Main      |
| 13.  | Augsburg          | 32.000        | Augsburg               |
| 14.  | Leipzig           | 32.000        | Sachsen                |
| 15.  | Braunschweig      | 31.000        | Braunschweig-Lüneburg  |
| 16.  | Graz              | 31.000        | Steiermark             |
| 17.  | Nürnberg          | 25.000        | Nürnberg               |
| 18.  | Aachen            | 24.000        | Aachen                 |
| 19.  | Lübeck            | 24.000        | Lübeck                 |
| 20.  | Altona            | 23.000        | Holstein               |

## Die größten deutschen Städte 1849

Deutscher Bund 1815–1866

Die Einwohnerzahlen und der Gebietsstand beziehen sich auf die Volkszählung vom 3. Dezember 1849.
| Rang | Stadt             | Einwohnerzahl | Bundesstaat            |
| ---- | ----------------- | ------------- | ---------------------- |
| 1.   | Wien              | 426.415       | Kaisertum Österreich   |
| 2.   | Berlin            | 423.902       | Königreich Preußen     |
| 3.   | Hamburg           | 157.450       | Reichsstadt Hamburg    |
| 4.   | Prag              | 124.181       | Kaisertum Österreich   |
| 5.   | Breslau           | 110.702       | Königreich Preußen     |
| 6.   | München           | 96.396        | Königreich Bayern      |
| 7.   | Köln              | 94.789        | Königreich Preußen     |
| 8.   | Dresden           | 94.092        | Königreich Sachsen     |
| 9.   | Königsberg        | 75.240        | Königreich Preußen     |
| 10.  | Graz              | 65.788        | Kaisertum Österreich   |
| 11.  | Triest            | 63.931        | Kaisertum Österreich   |
| 12.  | Danzig            | 63.910        | Königreich Preußen     |
| 13.  | Leipzig           | 62.374        | Königreich Sachsen     |
| 14.  | Frankfurt am Main | 59.316        | Freie Stadt Frankfurt  |
| 15.  | Magdeburg         | 56.181        | Königreich Preußen     |
| 16.  | Bremen            | 53.478        | Bremen                 |
| 17.  | Nürnberg          | 50.828        | Königreich Bayern      |
| 18.  | Aachen            | 50.533        | Königreich Preußen     |
| 19.  | Brünn             | 49.460        | Kaisertum Österreich   |
| 20.  | Stuttgart         | 47.837        | Königreich Württemberg |

## Die größten deutschen Städte 1880

Deutsches Reich 1871–1918

Die Einwohnerzahlen und der Gebietsstand beziehen sich auf die Volkszählung vom 1. Dezember 1880.
| Rang | Stadt             | Einwohnerzahl | Bundesstaat      |
| ---- | ----------------- | ------------- | ---------------- |
| 1.   | Berlin            | 1.122.330     | Preußen          |
| 2.   | Hamburg           | 289.859       | Hamburg          |
| 3.   | Breslau           | 272.912       | Preußen          |
| 4.   | München           | 230.023       | Bayern           |
| 5.   | Dresden           | 220.818       | Sachsen          |
| 6.   | Leipzig           | 149.081       | Sachsen          |
| 7.   | Köln              | 144.772       | Preußen          |
| 8.   | Königsberg        | 140.909       | Preußen          |
| 9.   | Frankfurt am Main | 136.819       | Preußen          |
| 10.  | Hannover          | 122.843       | Preußen          |
| 11.  | Stuttgart         | 117.303       | Württemberg      |
| 12.  | Bremen            | 112.453       | Bremen           |
| 13.  | Danzig            | 108.551       | Preußen          |
| 14.  | Straßburg         | 104.471       | Elsaß-Lothringen |
| 15.  | Nürnberg          | 99.519        | Bayern           |
| 16.  | Magdeburg         | 97.539        | Preußen          |
| 17.  | Barmen            | 95.941        | Preußen          |
| 18.  | Düsseldorf        | 95.458        | Preußen          |
| 19.  | Chemnitz          | 95.123        | Sachsen          |
| 20.  | Elberfeld         | 93.538        | Preußen          |

## Die größten deutschen Städte 1910

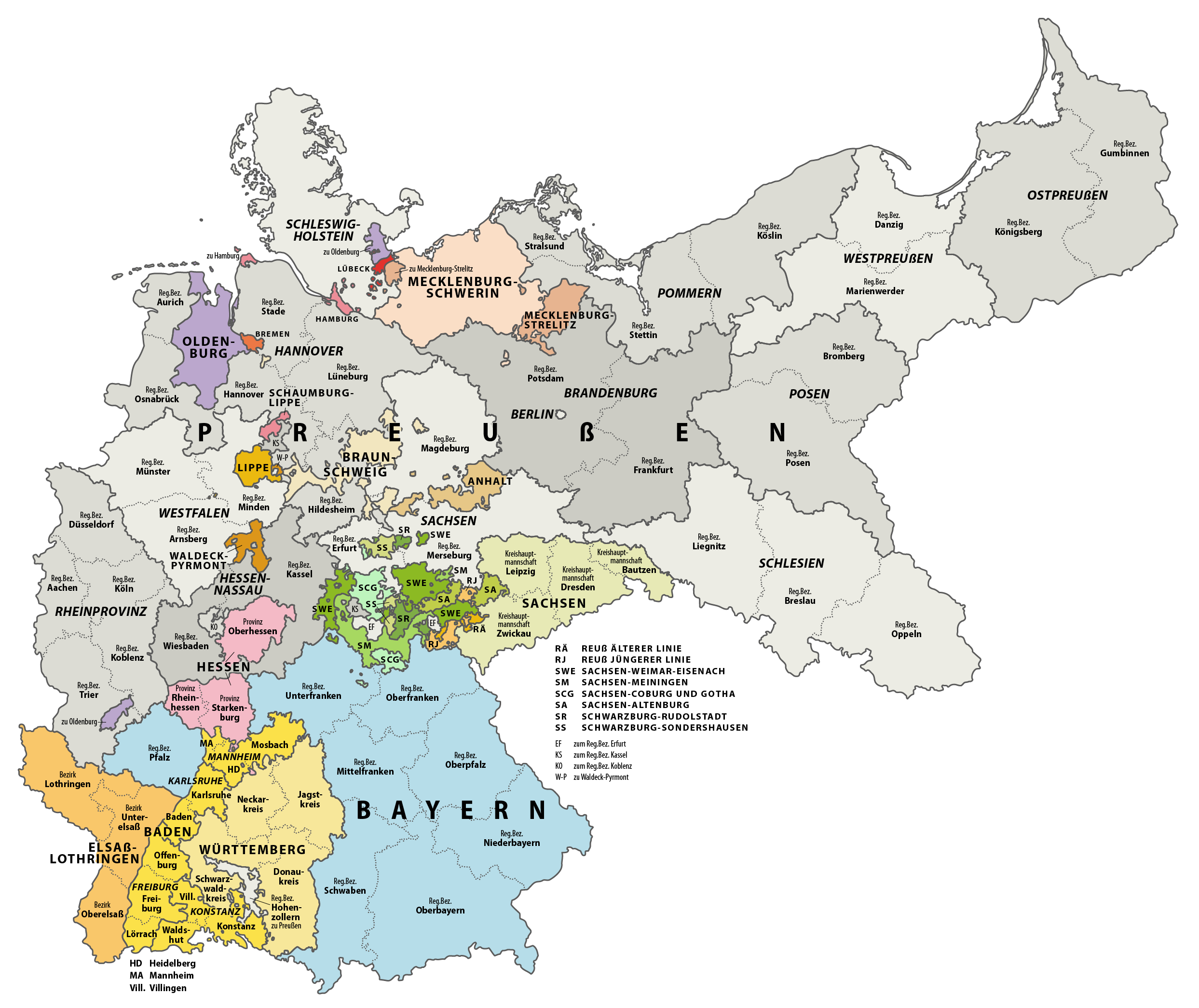
Deutsches Reich 1900

Die Einwohnerzahlen und der Gebietsstand beziehen sich auf die Volkszählung vom 1. Dezember 1910.
| Rang | Stadt             | Einwohnerzahl | Bundesstaat |
| ---- | ----------------- | ------------- | ----------- |
| 1.   | Berlin            | 2.071.257     | Preußen     |
| 2.   | Hamburg           | 931.035       | Hamburg     |
| 3.   | München           | 596.467       | Bayern      |
| 4.   | Leipzig           | 589.850       | Sachsen     |
| 5.   | Dresden           | 548.308       | Sachsen     |
| 6.   | Köln              | 516.527       | Preußen     |
| 7.   | Breslau           | 512.105       | Preußen     |
| 8.   | Frankfurt am Main | 414.576       | Preußen     |
| 9.   | Düsseldorf        | 358.728       | Preußen     |
| 10.  | Nürnberg          | 333.142       | Bayern      |
| 11.  | Charlottenburg    | 305.978       | Preußen     |
| 12.  | Hannover          | 302.375       | Preußen     |
| 13.  | Essen             | 294.653       | Preußen     |
| 14.  | Chemnitz          | 287.807       | Sachsen     |
| 15.  | Stuttgart         | 286.218       | Württemberg |
| 16.  | Magdeburg         | 279.629       | Preußen     |
| 17.  | Bremen            | 247.437       | Bremen      |
| 18.  | Königsberg        | 245.994       | Preußen     |
| 19.  | Rixdorf           | 237.289       | Preußen     |
| 20.  | Stettin           | 236.113       | Preußen     |

## Die größten deutschen Städte 1919

Deutsches Reich 1919–1937

Die Einwohnerzahlen und der Gebietsstand beziehen sich auf die Volkszählung vom 8. Oktober 1919.
| Rang | Stadt             | Einwohnerzahl | Land        |
| ---- | ----------------- | ------------- | ----------- |
| 1.   | Berlin            | 1.902.509     | Preußen     |
| 2.   | Hamburg           | 985.779       | Hamburg     |
| 3.   | Köln              | 633.904       | Preußen     |
| 4.   | München           | 630.711       | Bayern      |
| 5.   | Leipzig           | 604.380       | Sachsen     |
| 6.   | Dresden           | 529.326       | Sachsen     |
| 7.   | Breslau           | 528.260       | Preußen     |
| 8.   | Essen             | 439.257       | Preußen     |
| 9.   | Frankfurt am Main | 433.002       | Preußen     |
| 10.  | Düsseldorf        | 407.338       | Preußen     |
| 11.  | Nürnberg          | 352.675       | Bayern      |
| 12.  | Charlottenburg    | 322.766       | Preußen     |
| 13.  | Hannover          | 310.431       | Preußen     |
| 14.  | Stuttgart         | 309.197       | Württemberg |
| 15.  | Chemnitz          | 303.775       | Sachsen     |
| 16.  | Dortmund          | 295.026       | Preußen     |
| 17.  | Magdeburg         | 285.856       | Preußen     |
| 18.  | Neukölln          | 262.127       | Preußen     |
| 19.  | Königsberg        | 260.895       | Preußen     |
| 20.  | Bremen            | 257.923       | Bremen      |

## Die größten deutschen Städte 1939

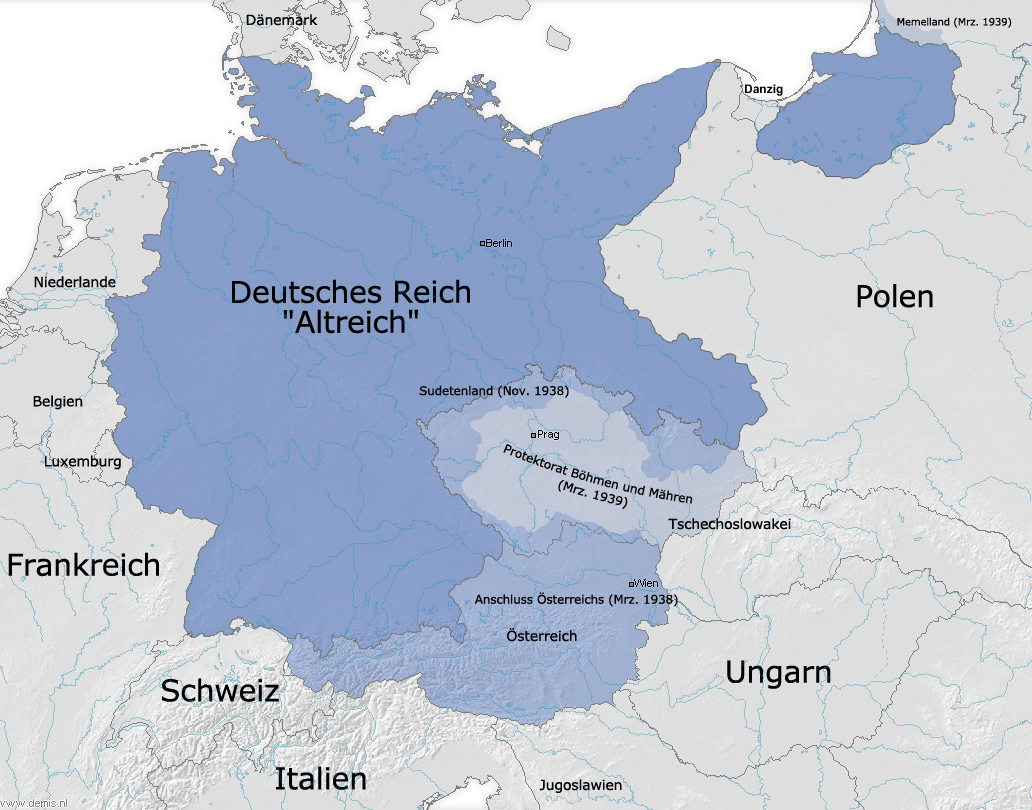
Deutsches Reich 1939

Die Einwohnerzahlen und der Gebietsstand beziehen sich auf die Volkszählung vom 17. Mai 1939 (ein Jahr und zwei Monate nach dem Anschluss Österreichs).
| Rang | Stadt             | Einwohnerzahl | Land        |
| ---- | ----------------- | ------------- | ----------- |
| 1.   | Berlin            | 4.338.756     | Preußen     |
| 2.   | Wien              | 1.929.976     | Ostmark     |
| 3.   | Hamburg           | 1.711.877     | Hamburg     |
| 4.   | München           | 829.318       | Bayern      |
| 5.   | Köln              | 772.221       | Preußen     |
| 6.   | Leipzig           | 707.365       | Sachsen     |
| 7.   | Essen             | 666.743       | Preußen     |
| 8.   | Dresden           | 630.216       | Sachsen     |
| 9.   | Breslau           | 629.565       | Preußen     |
| 10.  | Frankfurt am Main | 553.464       | Preußen     |
| 11.  | Dortmund          | 542.261       | Preußen     |
| 12.  | Düsseldorf        | 541.410       | Preußen     |
| 13.  | Hannover          | 470.950       | Preußen     |
| 14.  | Stuttgart         | 458.429       | Württemberg |
| 15.  | Duisburg          | 434.646       | Preußen     |
| 16.  | Nürnberg          | 423.383       | Bayern      |
| 17.  | Wuppertal         | 401.672       | Preußen     |
| 18.  | Königsberg        | 372.164       | Preußen     |
| 19.  | Bremen            | 354.109       | Bremen      |
| 20.  | Chemnitz          | 337.645       | Sachsen     |

## Die größten deutschen Städte 1946

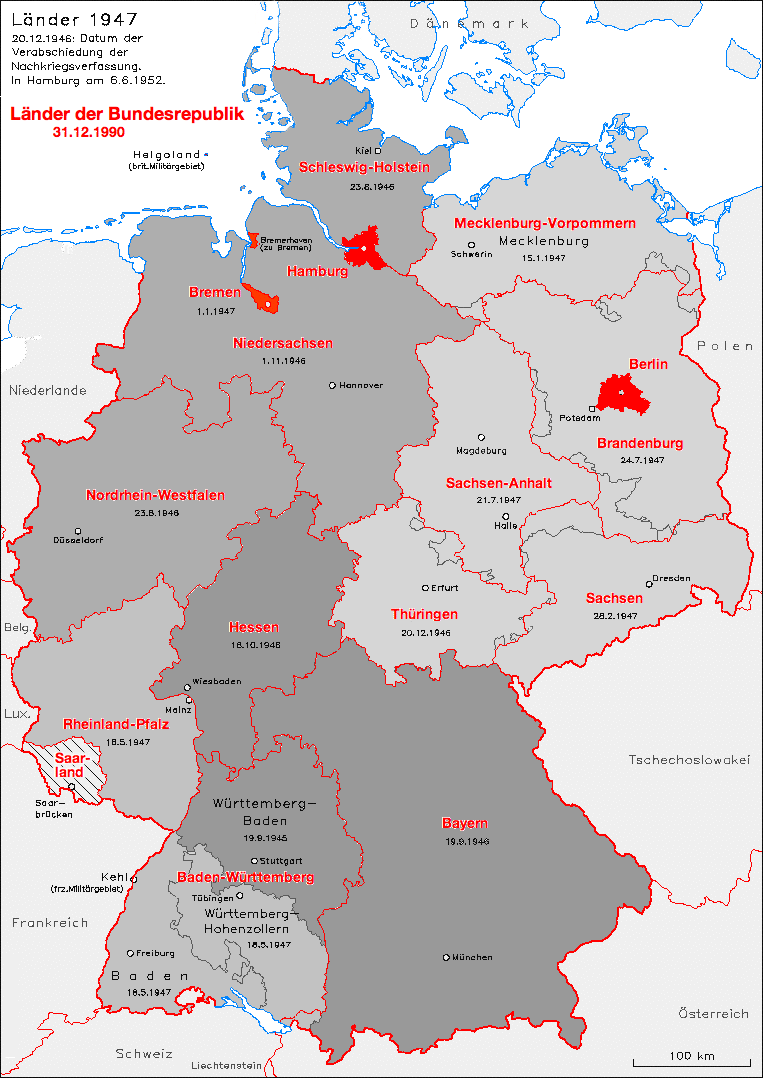
Die Länder Deutschlands 1947–1952 im Vergleich zu den Grenzen 1990–1992

Die Einwohnerzahlen und der Gebietsstand beziehen sich auf die Volkszählung vom 29. Oktober 1946.
| Rang | Stadt             | Einwohnerzahl | Land                |
| ---- | ----------------- | ------------- | ------------------- |
| 1.   | Berlin            | 3.187.470     | Berlin              |
| 2.   | Hamburg           | 1.403.300     | Hamburg             |
| 3.   | München           | 751.967       | Bayern              |
| 4.   | Leipzig           | 607.655       | Sachsen             |
| 5.   | Essen             | 524.728       | Nordrhein-Westfalen |
| 6.   | Köln              | 491.380       | Nordrhein-Westfalen |
| 7.   | Dresden           | 467.966       | Sachsen             |
| 8.   | Dortmund          | 436.491       | Nordrhein-Westfalen |
| 9.   | Frankfurt am Main | 424.065       | Groß-Hessen         |
| 10.  | Düsseldorf        | 420.909       | Nordrhein-Westfalen |
| 11.  | Stuttgart         | 413.528       | Württemberg-Baden   |
| 12.  | Bremen            | 385.266       | Bremen              |
| 13.  | Duisburg          | 356.408       | Nordrhein-Westfalen |
| 14.  | Hannover          | 354.955       | Hannover            |
| 15.  | Wuppertal         | 325.846       | Nordrhein-Westfalen |
| 16.  | Nürnberg          | 312.338       | Bayern              |
| 17.  | Gelsenkirchen     | 265.793       | Nordrhein-Westfalen |
| 18.  | Chemnitz          | 250.188       | Sachsen             |
| 19.  | Bochum            | 246.477       | Nordrhein-Westfalen |
| 20.  | Magdeburg         | 236.326       | Sachsen-Anhalt      |

## Die größten deutschen Städte 1975
Die Einwohnerzahlen und der Gebietsstand beziehen sich auf den 31. Dezember 1975 (Wohnbevölkerung nach Fortschreibung der Statistischen Landesämter und der Staatlichen Zentralverwaltung für Statistik).
| Rang | Stadt             | Einwohnerzahl | Land / Bezirk       |
| ---- | ----------------- | ------------- | ------------------- |
| 1.   | Berlin1           | 3.083.011     | Berlin              |
| 2.   | Hamburg           | 1.717.383     | Hamburg             |
| 3.   | München           | 1.314.865     | Bayern              |
| 4.   | Köln              | 1.013.771     | Nordrhein-Westfalen |
| 5.   | Essen             | 677.568       | Nordrhein-Westfalen |
| 6.   | Düsseldorf        | 664.336       | Nordrhein-Westfalen |
| 7.   | Frankfurt am Main | 636.157       | Hessen              |
| 8.   | Dortmund          | 630.609       | Nordrhein-Westfalen |
| 9.   | Stuttgart         | 600.421       | Baden-Württemberg   |
| 10.  | Duisburg          | 591.635       | Nordrhein-Westfalen |
| 11.  | Bremen            | 572.969       | Bremen              |
| 12.  | Leipzig           | 566.630       | Leipzig             |
| 13.  | Hannover          | 552.955       | Niedersachsen       |
| 14.  | Dresden           | 509.331       | Dresden             |
| 15.  | Nürnberg          | 499.060       | Bayern              |
| 16.  | Bochum            | 414.842       | Nordrhein-Westfalen |
| 17.  | Wuppertal         | 405.369       | Nordrhein-Westfalen |
| 18.  | Gelsenkirchen     | 322.584       | Nordrhein-Westfalen |
| 19.  | Bielefeld         | 316.058       | Nordrhein-Westfalen |
| 20.  | Mannheim          | 314.086       | Baden-Württemberg   |

1: Ost-Berlin (1.098.174 Einwohner) und West-Berlin (1.984.837 Einwohner)

## Die größten deutschen Städte 2000

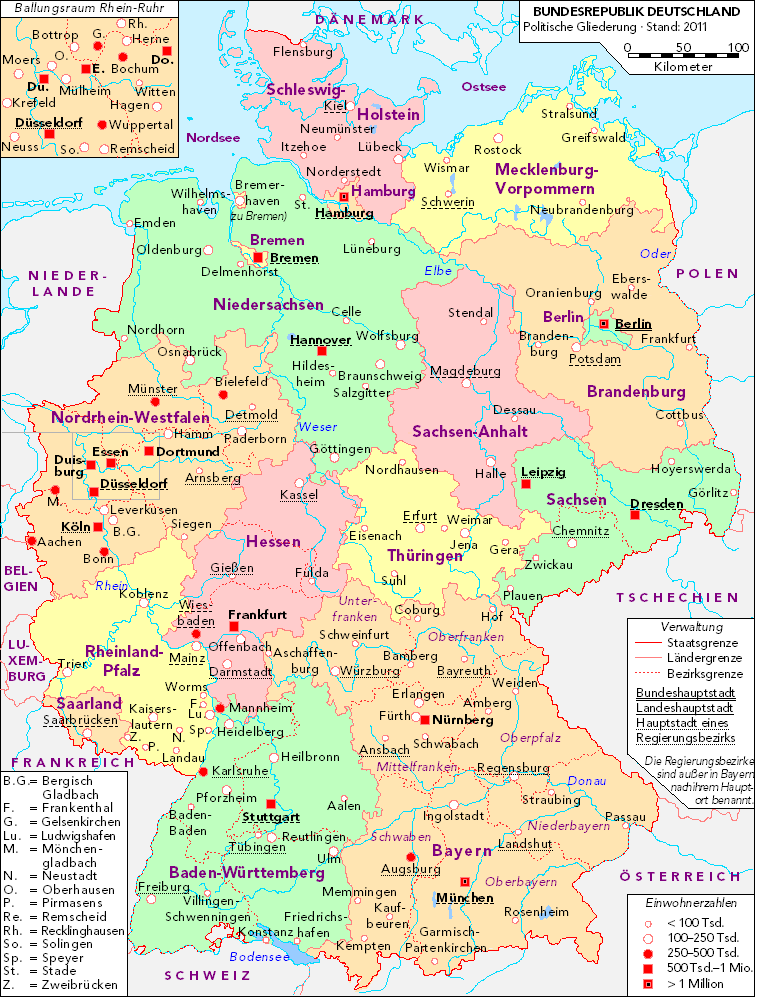
Deutschland seit 1993

Die Einwohnerzahlen und der Gebietsstand beziehen sich auf den 31. Dezember 2000 (Bevölkerung am Ort der Hauptwohnung nach Fortschreibung der Statistischen Landesämter).
| Rang | Stadt             | Einwohnerzahl | Land                |
| ---- | ----------------- | ------------- | ------------------- |
| 1.   | Berlin            | 3.382.169     | Berlin              |
| 2.   | Hamburg           | 1.715.392     | Hamburg             |
| 3.   | München           | 1.210.223     | Bayern              |
| 4.   | Köln              | 962.884       | Nordrhein-Westfalen |
| 5.   | Frankfurt am Main | 646.550       | Hessen              |
| 6.   | Essen             | 595.243       | Nordrhein-Westfalen |
| 7.   | Dortmund          | 588.994       | Nordrhein-Westfalen |
| 8.   | Stuttgart         | 583.874       | Baden-Württemberg   |
| 9.   | Düsseldorf        | 569.364       | Nordrhein-Westfalen |
| 10.  | Bremen            | 539.403       | Bremen              |
| 11.  | Hannover          | 515.001       | Niedersachsen       |
| 12.  | Duisburg          | 514.915       | Nordrhein-Westfalen |
| 13.  | Leipzig           | 493.208       | Sachsen             |
| 14.  | Nürnberg          | 488.400       | Bayern              |
| 15.  | Dresden           | 477.807       | Sachsen             |
| 16.  | Bochum            | 391.147       | Nordrhein-Westfalen |
| 17.  | Wuppertal         | 366.434       | Nordrhein-Westfalen |
| 18.  | Bielefeld         | 321.758       | Nordrhein-Westfalen |
| 19.  | Mannheim          | 306.729       | Baden-Württemberg   |
| 20.  | Bonn              | 302.247       | Nordrhein-Westfalen |

## Die größten deutschen Städte 2015
Die Einwohnerzahlen und der Gebietsstand beziehen sich auf den 31. Dezember 2015 (Bevölkerung am Ort der Hauptwohnung nach dem Zensus 2011 des Statistischen Bundesamtes und der Statistischen Landesämter).
| Rang | Stadt             | Einwohnerzahl | Land                |
| ---- | ----------------- | ------------- | ------------------- |
| 1.   | Berlin            | 3.520.031     | Berlin              |
| 2.   | Hamburg           | 1.787.408     | Hamburg             |
| 3.   | München           | 1.450.381     | Bayern              |
| 4.   | Köln              | 1.060.582     | Nordrhein-Westfalen |
| 5.   | Frankfurt am Main | 732.688       | Hessen              |
| 6.   | Stuttgart         | 623.738       | Baden-Württemberg   |
| 7.   | Düsseldorf        | 612.178       | Nordrhein-Westfalen |
| 8.   | Dortmund          | 586.181       | Nordrhein-Westfalen |
| 9.   | Essen             | 582.624       | Nordrhein-Westfalen |
| 10.  | Leipzig           | 560.472       | Sachsen             |
| 11.  | Bremen            | 557.464       | Bremen              |
| 12.  | Dresden           | 543.825       | Sachsen             |
| 13.  | Hannover          | 532.163       | Niedersachsen       |
| 14.  | Nürnberg          | 509.975       | Bayern              |
| 15.  | Duisburg          | 491.231       | Nordrhein-Westfalen |
| 16.  | Bochum            | 364.742       | Nordrhein-Westfalen |
| 17.  | Wuppertal         | 350.046       | Nordrhein-Westfalen |
| 18.  | Bielefeld         | 333.090       | Nordrhein-Westfalen |
| 19.  | Bonn              | 318.809       | Nordrhein-Westfalen |
| 20.  | Münster           | 310.039       | Nordrhein-Westfalen |

## Die größten deutschen Städte 2020
Die Einwohnerzahlen und der Gebietsstand beziehen sich auf den 31. Dezember 2020.
| Rang | Stadt             | Einwohnerzahl | Land                |
| ---- | ----------------- | ------------- | ------------------- |
| 1.   | Berlin            | 3.664.088     | Berlin              |
| 2.   | Hamburg           | 1.852.478     | Hamburg             |
| 3.   | München           | 1.488.202     | Bayern              |
| 4.   | Köln              | 1.083.498     | Nordrhein-Westfalen |
| 5.   | Frankfurt am Main | 764.104       | Hessen              |
| 6.   | Stuttgart         | 630.305       | Baden-Württemberg   |
| 7.   | Düsseldorf        | 620.523       | Nordrhein-Westfalen |
| 8.   | Leipzig           | 597.493       | Sachsen             |
| 9.   | Dortmund          | 587.696       | Nordrhein-Westfalen |
| 10.  | Essen             | 582.415       | Nordrhein-Westfalen |
| 11.  | Bremen            | 566.573       | Bremen              |
| 12.  | Dresden           | 556.227       | Sachsen             |
| 13.  | Hannover          | 534.049       | Niedersachsen       |
| 14.  | Nürnberg          | 515.543       | Bayern              |
| 15.  | Duisburg          | 495.885       | Nordrhein-Westfalen |
| 16.  | Bochum            | 364.454       | Nordrhein-Westfalen |
| 17.  | Wuppertal         | 355.004       | Nordrhein-Westfalen |
| 18.  | Bielefeld         | 333.509       | Nordrhein-Westfalen |
| 19.  | Bonn              | 330.579       | Nordrhein-Westfalen |
| 20.  | Münster           | 316.403       | Nordrhein-Westfalen |